# Staufer

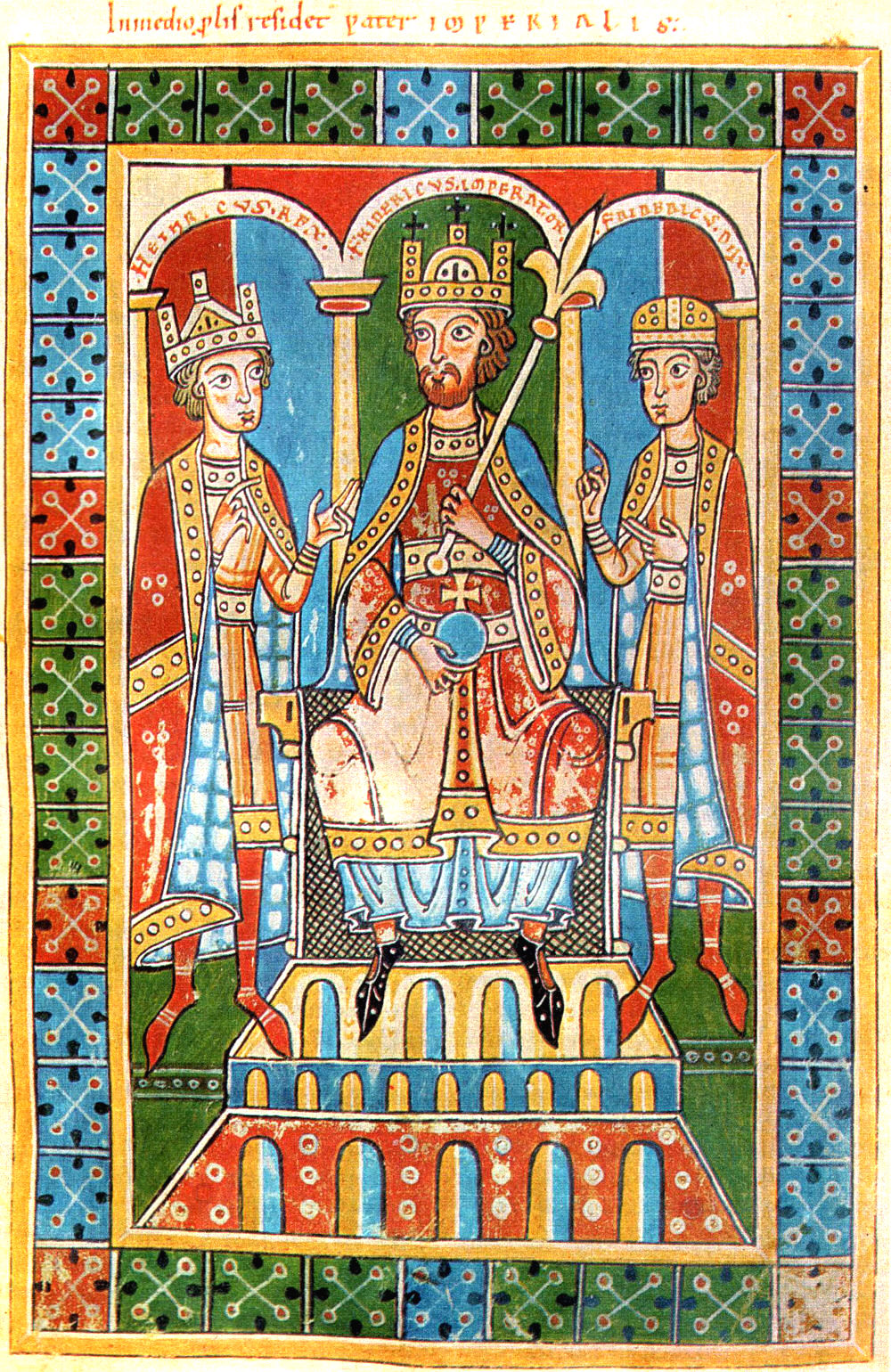
Friedrich Barbarossa und seine Söhne Heinrich VI., der bereits die Königskrone trägt (links), und Friedrich, Herzog von Schwaben; Miniatur aus der Welfenchronik (Weingartener Fassung, 1167 begonnen, das Bild wurde 1179 hinzugefügt)

Die Staufer (früher auch Hohenstaufen genannt) waren ein Adelsgeschlecht, das vom 11. bis zum 13. Jahrhundert mehrere schwäbische Herzöge, römisch-deutsche Könige und Kaiser hervorbrachte. Der nicht zeitgenössische Name Staufer leitet sich von der Burg Hohenstaufen auf dem am Nordrand der Schwäbischen Alb bei Göppingen gelegenen Berg Hohenstaufen ab. Die bedeutendsten Vertreter aus dem Adelsgeschlecht waren Friedrich I. Barbarossa, Heinrich VI. und Friedrich II.

## Die Anfänge
Die Staufer sollen von den Grafen des Riesgaus abstammen, die Sigihard und Friedrich hießen. Sie wurden im Jahr 987 in einer Urkunde des späteren Kaisers Otto III. erwähnt. Vermutlich waren sie mit den bayerischen Sieghardingern verwandt.
Aus einer genealogischen Aufstellung des 12. Jahrhunderts, die Friedrich Barbarossa anfertigen ließ, ist der Name des ersten namentlich bekannten Staufers bekannt. Er trug den Namen Friedrich, den Leitnamen des Adelsgeschlechts. Von ihm ist lediglich bekannt, dass seine Schwester mit einem Berthold, Gaugraf im Breisgau, verheiratet war. Sein gleichnamiger Sohn wird in Urkunden für die Mitte des 11. Jahrhunderts als Pfalzgraf in Schwaben (1053–1069) genannt. Von dessen Sohn Friedrich von Büren ist als Herrschaftssitz bereits eine „Burg Büren“ bekannt, die vermutlich auf dem „Bürren“ nordöstlich des Ortes Wäschenbeuren im heutigen Landkreis Göppingen lag.
Bekannte Heiratsverbindungen aus dieser Generation lassen darauf schließen, dass die Staufer bereits in der Mitte des 11. Jahrhunderts zu den einflussreichsten Adelsfamilien des südwestdeutschen Raumes zählten. Allerdings scheint der Landbesitz zu diesem Zeitpunkt eher gering gewesen zu sein; er beschränkte sich vermutlich auf Gebiete um Büren und Lorch sowie bei Hagenau und in und um Schlettstadt mit der staufischen Reichsburg Hohkönigsburg im Elsass.
Das erste exakt nachweisbare Datum der Familiengeschichte und zugleich eine wichtige Station für den Bedeutungszuwachs der Staufer zu einer der wichtigsten Adelsfamilien des Reiches ist das Jahr 1079, als der Salier Heinrich IV., römisch-deutscher König und späterer Kaiser, den Staufer Friedrich I. mit dem Herzogtum Schwaben belehnte und ihm seine Tochter Agnes von Waiblingen zur Ehefrau gab.
Friedrich I. errichtete die Burg Hohenstaufen und stiftete um 1102 das Kloster Lorch als Hauskloster der Familie. Er und seine Söhne Friedrich II. und Konrad III. mehrten das Eigengut der Familie. Zugleich wurden die Staufer wichtige Verbündete des salischen Kaiserhauses im Südwesten des Reiches. Der Name Staufer wurde von den Herrschern dieser Dynastie aber kaum herausgestellt; entscheidender war die mütterliche Verwandtschaft mit den Salierkaisern.

## Der Aufstieg zum Königtum
Nach dem Tod Kaiser Heinrichs V. im Jahr 1125, der das Ende des salischen Königshauses bedeutete, erhoben seine Neffen, die Söhne seiner Schwester Agnes, Friedrich und Konrad Anspruch auf die Königswürde. Friedrich stellte sich zur Wahl, unterlag jedoch Lothar III., unter dessen militärischer Führung Kaiser Heinrich V. vernichtend geschlagen worden war. Kurz darauf kam es zwischen dem neuen König und den Staufern zu Kämpfen um ehemaliges salisches Hausgut, das die Familie für sich beanspruchte. 1127 ließ sich Konrad, der seit 1116 auch den Titel eines „Herzogs von Franken“ führte, von schwäbischen und fränkischen Adligen zum Gegenkönig ausrufen; 1135 musste er sich jedoch Lothar unterwerfen.

## Gekrönte römisch-deutsche Könige

### Konrad III.

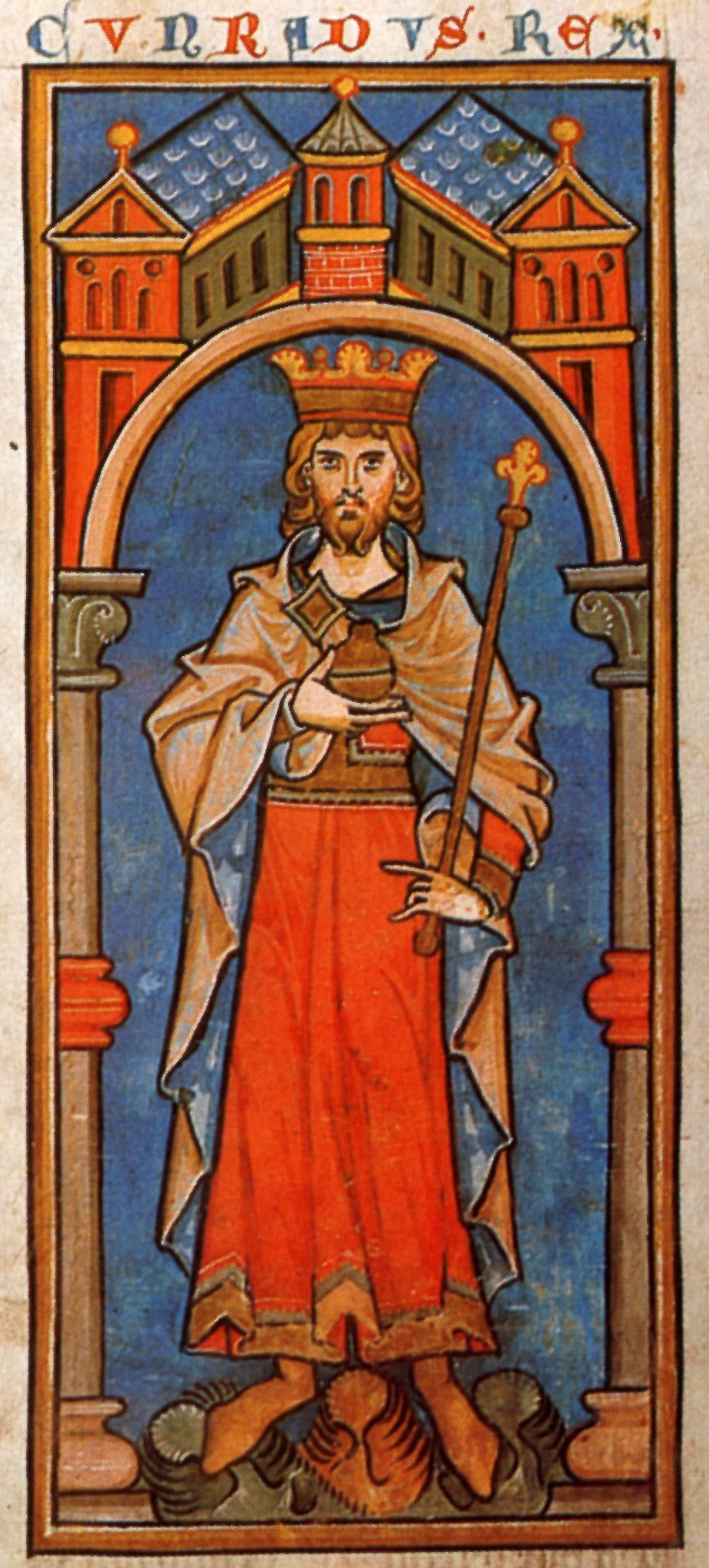
Konrad III.; Miniatur aus der Kölner Königschronik, 13. Jahrhundert, Königliche Bibliothek Belgiens, Brüssel

Nach Lothars Tod im Jahr 1137 wurde mit Konrad III. 1138 erstmals ein Staufer zum römisch-deutschen König gewählt. Konrad konnte sich dabei gegen den Welfen Herzog Heinrich den Stolzen, den Schwiegersohn und durch Übertragung der Reichskleinodien bereits designierten Nachfolger des verstorbenen Kaisers, durchsetzen.
Noch im Jahr seiner Krönung verlangte Konrad von Heinrich den Verzicht auf eines seiner beiden Herzogtümer, Bayern (welches die Welfen seit 1070 innehatten) oder Sachsen (welches nach dem Tod Lothars an dessen Schwiegersohn Heinrich gegangen war). Nach Heinrichs Weigerung wurde dieser auf einem Hoftag in Würzburg geächtet; ihm wurden beide Herzogtümer aberkannt. Bayern wurde dem Babenberger Leopold IV. von Österreich (Halbbruder Konrads) verliehen, Sachsen ging an den Askanier Albrecht den Bären. Allerdings konnte Heinrich der Stolze bis zu seinem Tod (1139) seine Machtposition in Sachsen halten und für seinen noch unmündigen Sohn Heinrich den Löwen sichern; im Jahr 1142 wurde Heinrich der Löwe von Konrad als Herzog von Sachsen anerkannt, womit das Herzogtum wieder in welfische Hand gelangte.
Der Konflikt mit den Welfen überschattete Konrads gesamte Regierungszeit und verhinderte auch einen frühen Italienzug zur Kaiserkrönung. In diesen Jahren bildeten sich europaweite Koalitionen, in denen Konrad ein Bündnis mit dem Byzantinischen Reich erreichte, indem er Bertha von Sulzbach, eine Schwester seiner Frau, mit dem byzantinischen Kaiser Manuel I. Komnenos vermählte; das Bündnis richtete sich zum einen gegen die normannischen Könige von Sizilien, andererseits gegen die Welfen. Letztendlich war diesem Bündnis jedoch weder in Deutschland noch in Italien Erfolg vergönnt. Konrads Kaiserkrönung in Rom wurde auch durch den (ergebnislosen) Zweiten Kreuzzug (1147–1149) verhindert, dem sich Konrad auf Drängen Bernhards von Clairvaux anschloss, vor allem aber durch die nachfolgenden innenpolitischen Auseinandersetzungen mit den Welfen. Obwohl Konrad nie zum Kaiser gekrönt worden war, trug er dennoch den Kaisertitel, vermutlich um seine Gleichrangigkeit gegenüber dem byzantinischen Kaiser zu betonen.
Noch vor seiner Kreuzzugsteilnahme ließ Konrad seinen ältesten Sohn Heinrich zum deutschen König wählen; Heinrich starb jedoch bereits 1150 als 13-Jähriger. Sein zweiter Sohn Friedrich war 1152 erst sechs Jahre alt. Deshalb soll Konrad kurz vor seinem Tod seinen Neffen, den späteren Kaiser Friedrich Barbarossa, den Sohn seines älteren Bruders Herzog Friedrich II. von Schwaben, zum Nachfolger bestimmt haben. Dieser ernannte zum Ausgleich den jungen Friedrich zu seinem Nachfolger im Herzogtum Schwaben.
Neben der sich weiter verschärfenden Auseinandersetzung mit den Welfen war Konrads Regierungszeit vor allem durch einen moderaten Ausbau der staufischen Hausmacht u. a. als Rechtsnachfolger der Grafen von Comburg-Rothenburg und durch das Knüpfen von Bündnissen mit zahlreichen Territorialherrschern (Askanier, Babenberger) geprägt. Dabei stießen die Staufer allerdings schnell an die von anderen Herrschaftsgebieten gesteckten territorialen Grenzen.

### Friedrich I. Barbarossa
Nach dem Tod Konrads im Jahr 1152 wurde mit Friedrich I., genannt „Barbarossa“, ein König gewählt, dem man den Ausgleich zwischen Welfen, mit denen er mütterlicherseits verwandt war, und Staufern zutraute. Tatsächlich kam es 1156 zu einer Einigung mit Heinrich dem Löwen, der nun Herzog von Sachsen und von Bayern war, von dem Österreich als eigenständiges Herzogtum unter den Babenbergern abgetrennt wurde. Außerdem wurde den Welfen im Norden des Reiches eine faktisch eigenständige Interessenssphäre zugewiesen. Erst als der Welfe nicht mehr bereit war, die ambitionierte Italienpolitik seines Vetters Barbarossa ohne Gegenleistung zu unterstützen, kam es zum Bruch und 1180 zur Absetzung des mächtigen Welfenherzogs. Nutznießer war aber nicht Barbarossa, sondern waren die Fürsten, die sich den zerschlagenen Herrschaftskomplex des Welfen aneigneten.
Friedrich Barbarossa begann auf seinem ersten Italienzug 1154/55 eine große Restaurationspolitik in Italien (Reichstag von Roncaglia, Stichwort honor imperii), mit der er viele frühere kaiserliche Rechte (Regalien) den Städten wieder entziehen wollte. Dabei wurde der Konflikt zwischen Kaiser und Papst immer deutlicher. Barbarossa unternahm einige Italienzüge, mit denen er aber zu großen Teilen scheiterte. Zu dieser Zeit kam es zum sogenannten alexandrinischen Papstschisma, da sich der Kaiser gegen den von der Mehrheit des Kardinalskollegiums gewählten Papst Alexander III. stellte, der als kaiserfeindlich galt. In dem folgenden Machtkampf fand Alexander III. Unterstützung bei den nach Autonomie strebenden oberitalienischen Städten, die sich 1167 zum Lombardenbund zusammenschlossen. Barbarossa, der mehrere Gegenpäpste erheben ließ, konnte seine Ziele, die auf eine Unterwerfung der Städte und eine stärkere Unabhängigkeit vom Papsttum hinausgelaufen wären, wobei der Papst auf Rechte zu Gunsten des Kaisers hätte verzichten müssen, militärisch jedoch nicht durchsetzen, so dass er 1177 im Frieden von Venedig Alexander III. anerkannte und kurz darauf auch Frieden mit den lombardischen Städten schloss.
Allerdings arrangierte Friedrich die Heirat seines zweitältesten Sohnes Heinrich mit der Normannenprinzessin Konstanze von Sizilien, der Tochter Rogers II.
Auf dem Feld der Hausmachtpolitik gelangen Barbarossa einige Erfolge. So wurde 1156 die Pfalzgrafschaft bei Rhein unter seinem Halbbruder Konrad (bis 1195) staufisch und im Elsass und in Schwaben (wo nominell seit 1167 Friedrichs ältester Sohn Friedrich V. von Schwaben regierte) wurde das staufische Hausgut zentralisiert verwaltet. Es gelang Barbarossa sogar, das welfische Hausgut in Schwaben käuflich von Welf VI. zu erwerben. Nach 1167, dem Jahr der Malariakatastrophe vor Rom, gelang es Barbarossa, einige Güter ihm verpflichteter Grafenhäuser in Schwaben zu erwerben und daraus mit seinen alten Besitztümern ein relativ geschlossenes Verwaltungsgebiet in Schwaben aufzubauen.
Friedrich Barbarossa starb 1190 auf dem Dritten Kreuzzug in Kleinasien.

### Heinrich VI.

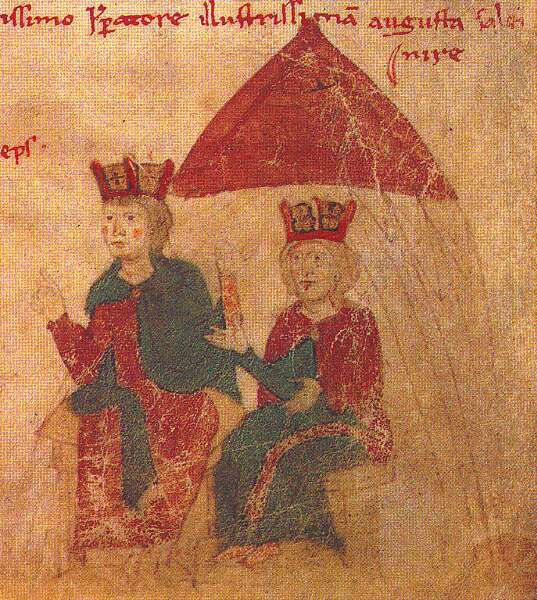
Heinrich VI. und Konstanze von Sizilien; Liber ad honorem Augusti des Petrus de Ebulo, 1196

Friedrichs Sohn und Nachfolger Heinrich VI. betrieb eine Politik, die auf die Vereinigung des Imperiums mit dem süditalienischen Normannenreich hinauslief („Unio regni ad imperium“). Nach einigen Rückschlägen konnte er dies im Jahr 1194 erreichen. Das staufische Imperium erstreckte sich damit von der Nord- und Ostsee bis nach Sizilien. Durch die Gefangennahme von Richard Löwenherz erreichte er eine Lehnsabhängigkeit Englands und dank der Lösegeldzahlungen die Finanzierung seines erfolgreichen Sizilien-Feldzuges um 1194. Allerdings scheiterte der von ihm entworfene Erbreichsplan.
Aufgrund seines zum Teil grausamen Vorgehens in der Italienpolitik wird Heinrich VI. in der Geschichtsschreibung teils äußerst negativ geschildert. Heinrich VI. hatte nur einen männlichen Nachkommen, was eine deutliche Verengung des Stammbaums der staufischen Hauptlinie bedeutete.

### Philipp von Schwaben
Nach dem Tod Heinrichs VI. im Jahre 1197 begann ein Thronstreit zwischen dem Staufer Philipp von Schwaben und dem Welfen Otto IV. von Braunschweig. Am 27. Juli 1206 unterlag Otto in der Schlacht bei Wassenberg. Philipp bot darauf, nach erfolgreichen Verhandlungen mit Papst Innozenz III., dem Besiegten seine Tochter Beatrix (die Ältere) zur Vermählung an. Die Kaiserkrönung war bereits vereinbart und sollte durch die Legaten des Papstes verkündet werden. Philipp sammelte sein Heer für einen endgültigen Schlag gegen seinen Widersacher. Er verließ jedoch sein Heer, um der Hochzeit seiner Nichte Beatrix von Burgund mit Otto VII. von Andechs in Bamberg beizuwohnen. Am Tag der Vermählung, am 21. Juni 1208, wurde er in seinem Schlafgemach vom bayrischen Pfalzgrafen Otto VIII. von Wittelsbach erstochen. Dieser Pfalzgraf handelte vermutlich aus einem Rachemotiv. Er war als Parteigänger der Staufer mit einer der Töchter Philipps verlobt gewesen. Diese Verbindung wurde jedoch unter dem Vorwand zu naher Verwandtschaft gelöst. Die genauen Umstände der Ermordung sind bis heute ungeklärt. Sie werden als Einzeltätertheorie mit dem Motiv einer „Privatrache“ oder als Staatsstreich unter Beteiligung mehrerer Fürsten diskutiert.
Nach Philipps Ermordung und dem Beginn einer aggressiven Italienpolitik des 1209 zum Kaiser des Reiches gekrönten Otto IV. rief Papst Innozenz III., der zuvor noch Otto unterstützt hatte, zur Wahl eines neuen Königs auf. So wurde 1211 Philipps Neffe Friedrich II., der beim Tode seines Vaters Heinrich VI. noch minderjährig war, von einem Kreis stauferfreundlicher Reichsfürsten zum römisch-deutschen König gewählt.

### Friedrich II.

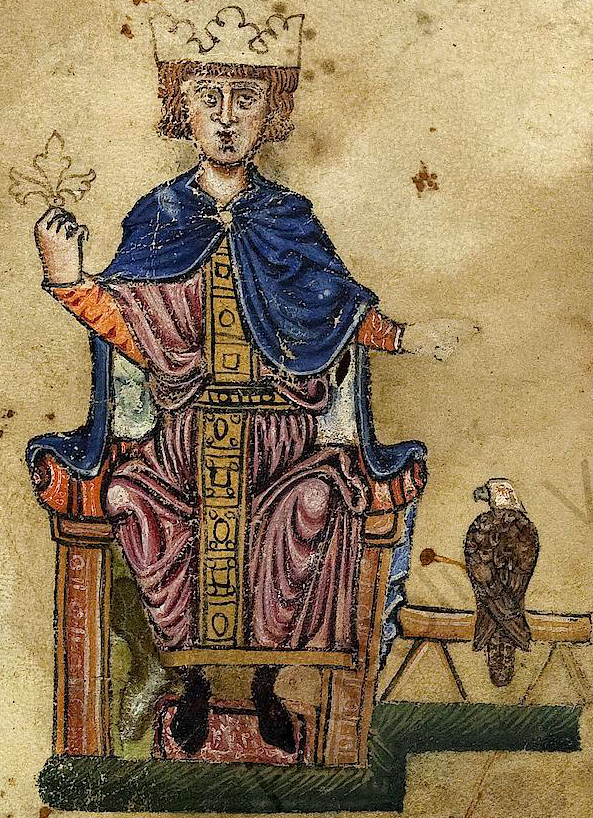
Friedrich II. mit seinem Falken. Aus seinem Buch De arte venandi cum avibus („Über die Kunst, mit Vögeln zu jagen“); Biblioteca Apostolica Vaticana, Rom (Pal. lat. 1071, fol. 1v, Süditalien/Sizilien 1258–1266)

Friedrich II., von Zeitgenossen später „stupor mundi“ („das Staunen der Welt“) genannt, gilt als einer der bedeutendsten römisch-deutschen Kaiser des Mittelalters und ist bis heute Thema zahlreicher wissenschaftlicher und populärer Darstellungen. Er war hochgebildet, sprach mehrere Sprachen und zeigte sein Leben lang Interesse am Islam, was ihn nicht davon abhielt, christliche Häretiker mit aller Schärfe zu verfolgen. Aufgewachsen unter unsicheren Bedingungen in dem von ihm geliebten Königreich Sizilien, zog er 1212 nach Deutschland. Der staufische Südwesten fiel ihm schnell zu, und Otto IV. musste sich nach Norden zurückziehen. Die Entscheidung zu Gunsten Friedrichs fiel jedoch nicht in Deutschland, sondern in Frankreich, wo in der Schlacht bei Bouvines der mit dem englischen König verbündete Otto dem mit Friedrich verbündeten französischen König Philipp II. unterlag. Bald darauf starb Otto, und Friedrich war damit uneingeschränkter römisch-deutscher König.
Friedrich wurde am 22. November 1220 zum Kaiser gekrönt, doch überließ er Deutschland seinem Sohn Heinrich (VII.) und kümmerte sich selbst um die Belange seines sizilianischen Reiches. Dort zentralisierte er die Verwaltung, nahm zahlreiche Reformen in Angriff und gründete die erste Staatsuniversität. Zudem bekämpfte er die Sarazenen auf Sizilien und gliederte sie, als sie unterlegen waren, seiner Leibwache ein. Mit dem Papsttum kam es zum Konflikt, als Friedrich nicht sofort zum versprochenen Kreuzzug aufbrach und die Politik seines Großvaters Barbarossa gegen die italienischen Kommunen wieder aufnahm. Er wurde daraufhin von Papst Gregor IX. gebannt, reiste aber dennoch 1228 ins Heilige Land, wo er ohne Kampf, nur durch Diplomatie, einen Waffenstillstand erreichte und sich in Jerusalem selbst die Krone des Königreiches Jerusalem aufs Haupt setzte.
Wieder in Italien, kam es zu Kämpfen mit päpstlichen Truppen, die in das Regnum eingefallen waren. Friedrich behauptete sich jedoch und schloss 1230 Frieden mit dem Papst. Er wandte sich nun den Problemen in Deutschland zu, wo sein Sohn eigenmächtig gegen die Landesfürsten agiert hatte. Friedrich musste gezwungenermaßen 1232 die Rechte der Landesfürsten vertraglich anerkennen (Statutum in favorem principum; ähnliche Zugeständnisse hatte er bereits den geistlichen Fürsten im Jahre 1220 gemacht), wobei er mehrere königliche Rechte aufgab. Als Heinrich (VII.) schließlich offen rebellierte, setzte der Kaiser ihn 1235 ab und ließ 1237 Konrad IV., seinen zweitältesten Sohn, zum König wählen. Der Kaiser bekämpfte nun die aufständischen lombardischen Städte, die im Lombardenbund organisiert waren. Zwar konnte er sie 1237 bei Cortenuova schlagen, doch wurde Friedrich kurz darauf erneut vom Papst gebannt, der die Italienpolitik des Staufers als gefährlich für das Papsttum einschätzte.
Die folgenden Jahre waren geprägt von einem Kampf zwischen Imperium (Kaiser) und Sacerdotium (Papst), bei dem beide Universalmächte nicht nur militärische, sondern zunehmend auch propagandistische Mittel einsetzten und sich gegenseitig in Rundschreiben schwere Vorwürfe machten. Friedrich wurde als Antichrist bezeichnet, während der Kaiser dem Papst vorwarf, nur reine Machtpolitik zu betreiben und ihn seinerseits zum Antichristen erklärte. Friedrichs Anhänger apostrophierten den Kaiser hingegen mitunter als Messias. Auch Gregors Nachfolger, zuvor Ghibelline (ein in dieser Zeit aufkommender Begriff für die Kaisertreuen), dessen Wahl Friedrich anfangs unterstützte, führte die harte Linie fort. Papst Innozenz IV. entzog Friedrich 1245 die Kaiserwürde – ein einmaliger Vorfall, der in der vom Katholizismus beherrschten Welt überwiegend negativ aufgenommen wurde, aber dennoch in Deutschland zur Wahl einiger Gegenkönige führte, welche zusammen mit der päpstlichen Bestechungspolitik die staufische Position mit der Zeit schwächten.
Friedrich behauptete sich, starb jedoch überraschend am 13. Dezember 1250. Der Kaiser starb als Gebannter, doch macht sein Testament deutlich, dass ihm sehr an einer Verständigung mit dem Papsttum gelegen war. Es ist bezeichnend, dass Friedrich II. nie einen Gegenpapst erhob. Friedrich II. war trotz all seiner Fähigkeiten aber kein moderner Renaissancefürst, sondern ein den Idealen des universalen christlichen Kaisertums zutiefst verpflichteter Monarch.

### Die letzten Staufer

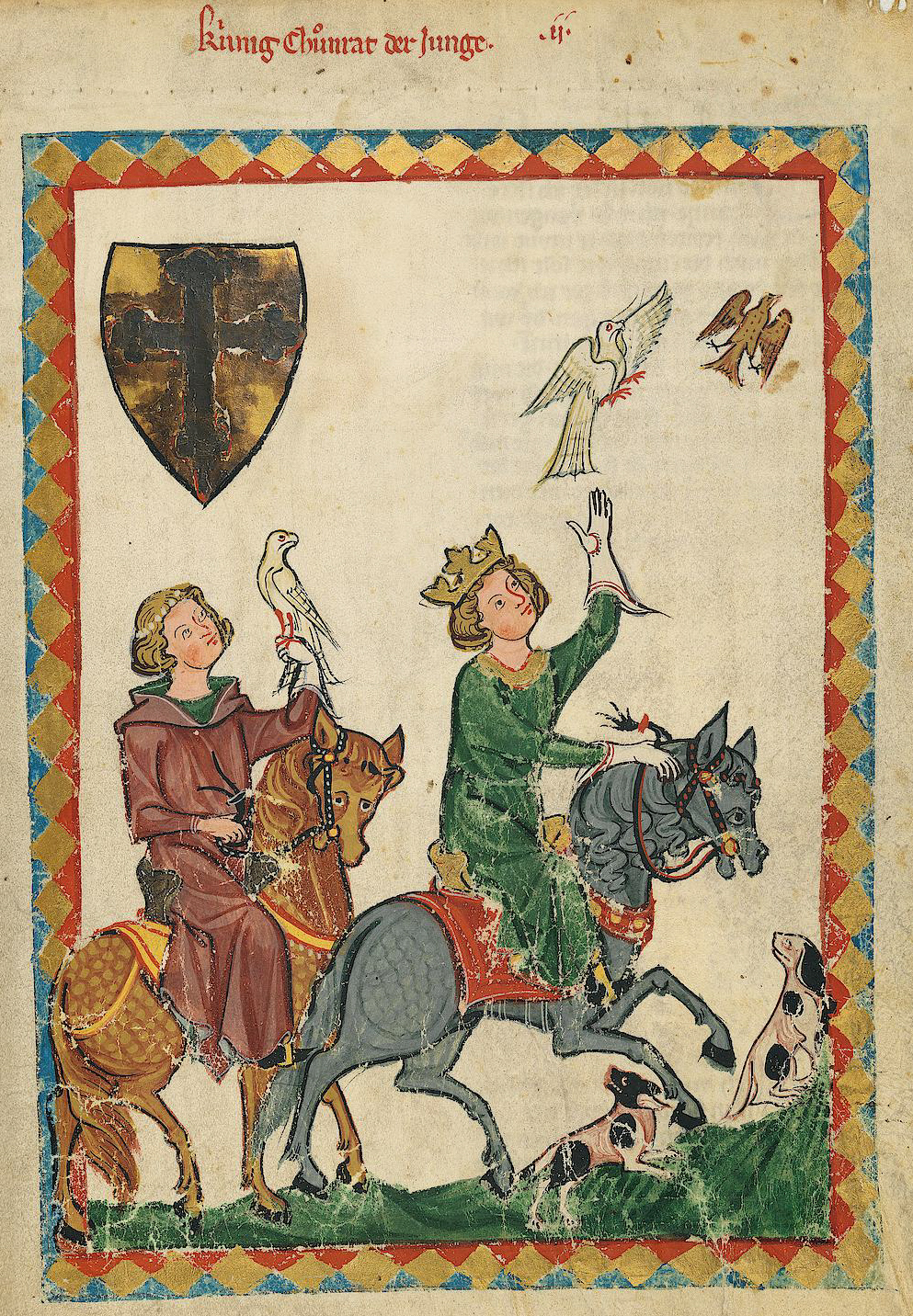
Konradin; Miniatur aus dem Codex Manesse, Anfang 14. Jahrhundert

Nach dem Tode Friedrichs II. im Jahre 1250 brach die staufische Herrschaft zusammen, zuerst nördlich der Alpen, wenig später auch in Italien. 1251 zog Konrad IV. nach Italien, wo er 1254 starb.
In Sizilien konnte sein Halbbruder Manfred das staufische Königtum noch gegen die französischen Truppen Karls von Anjou sichern, bis er 1266 in der Schlacht bei Benevent fiel. Konradin, Sohn Konrads IV. und der letzte Staufer in direkter Linie, erlitt in der Schlacht bei Tagliacozzo am 23. August 1268 eine vernichtende Niederlage gegen Karls Ritter und wurde wenig später gefangen genommen. Er wurde am 29. Oktober 1268 im Alter von 16 Jahren auf Befehl Karls von Anjou auf der Piazza del Mercato in Neapel öffentlich hingerichtet.
1272 starb in Gefangenschaft in Bologna auch sein Onkel Enzio, ein Bastard-Halbbruder Konrads IV., und 1307 starb im Exil in Valencia Manfreds Schwester Konstanze von Staufen, die frühere Kaiserin von Byzanz. In den Kerkern Karls von Anjou schmachteten aber seit ihrer frühesten Kindheit noch die vier Kinder Manfreds. Zwei kamen nach langen Jahren frei, zwei starben in Gefangenschaft – zuletzt 1318 Heinrich von Staufen im Alter von 54 Jahren.
Nördlich der Alpen begann mit der Absetzung Friedrichs II. das Interregnum. Für das universale Kaisertum bedeutete die nachfolgende Entwicklung eine extreme Schwächung, wenngleich es im Spätmittelalter zu zaghaften Restaurationsversuchen kam (siehe vor allem Heinrich VII.) und die Kaiser an dem grundsätzlichen Konzept der Universalherrschaft noch bis zum Ende des Mittelalters zumindest formal festhielten. Nach dem Interregnum etablierten sich die Habsburger mit Rudolf von Habsburg als neue Königsdynastie, wobei vom frühen 14. Jahrhundert bis ins frühe 15. Jahrhundert die Luxemburger – teils sehr erfolgreich – in Konkurrenz zu den Habsburgern traten.

## Rezeption
Vor allem seit der Zeit des Humanismus wurde das Ende des letzten Staufers Konradin nicht nur von Gelehrten aufgegriffen.
Nach der deutschen Reichsgründung im Jahre 1871 wurde der Staufermythos wiederbelebt. So wurde Kaiser Wilhelm I. gelegentlich Barbablanca („weißer Bart“) genannt, analog zu Barbarossa („roter Bart“). Wilhelm I. als Vollender von Friedrich I. Barbarossa – dieser Gedanke wurde 1896 beim Kyffhäuserdenkmal in Reinform umgesetzt. Der Sage nach hat Barbarossa unten im Kyffhäuserberg geschlafen, um eines Tages zu erwachen und das Reich zu retten.
1968 wurde in Göppingen die Gesellschaft für staufische Geschichte gegründet, um die Erforschung, Verbreitung und Vermittlung des Wissens über die Staufer zu fördern.
1977, anlässlich des 25-jährigen Bestehens des Landes Baden-Württemberg, veranstaltete das Stuttgarter Landesmuseum die Ausstellung „Zeit der Staufer“, eine der ersten großen Geschichtsschauen im Deutschland der Nachkriegszeit. Im selben Jahr wurde die Straße der Staufer eingerichtet, eine Touristikstraße entlang der historischen Stätten im ehemaligen Kernland der Staufer. Seit 1977 verleiht der Ministerpräsident von Baden-Württemberg eine Staufermedaille an Personen, die sich um das Bundesland besonders verdient gemacht haben.
Das Glanzstück staufischer Baukunst und Ästhetik, das Castel del Monte, wird seit 2002 auf der Rückseite der italienischen 1-Cent-Münze als kulturelles Erbe Italiens gewürdigt. Im selben Jahr vollendete der Maler Hans Kloss im Kloster Lorch ein 30 Meter langes und 4,5 Meter hohes Staufer-Rundbild, das die Geschichte der Staufer von 1102 bis 1268 darstellt.
Vom 19. September 2010 bis zum 20. Februar 2011 zeigten die Reiss-Engelhorn-Museen Mannheim die Ausstellung der Länder Baden-Württemberg, Rheinland-Pfalz und Hessen Die Staufer und Italien.
Die Stadt Schwäbisch Gmünd schmückt sich mit dem Titel „Älteste Stauferstadt“. Anlässlich des Stauferfestes zum 850-jährigen Bestehen der Stadt im Juli 2012 wurde das eigens verfasste Bühnenwerk Die Staufersaga aufgeführt, das die Geschichte des Staufergeschlechts darstellt.
Das 60 Meter lange, in Edelstahl geschnittene Gmünder Stauferfries, ziert die Südfassade eines Einkaufszentrums in Schwäbisch Gmünd. Es wurde im Mai 2024 fertiggestellt und stellt den Einzug des letzten Staufers Konradin in Schwäbisch Gmünd im Jahre 1266 dar.
Seit 2001 wurden vom Komitee der Stauferfreunde in Deutschland, Frankreich, Italien, Österreich und Tschechien über dreißig Stauferstelen errichtet.
Friedrich II. wird im südlichen Italien noch heute verehrt. Fast immer liegen frische Blumen an seinem Porphyrsarkophag in der Kathedrale von Palermo.

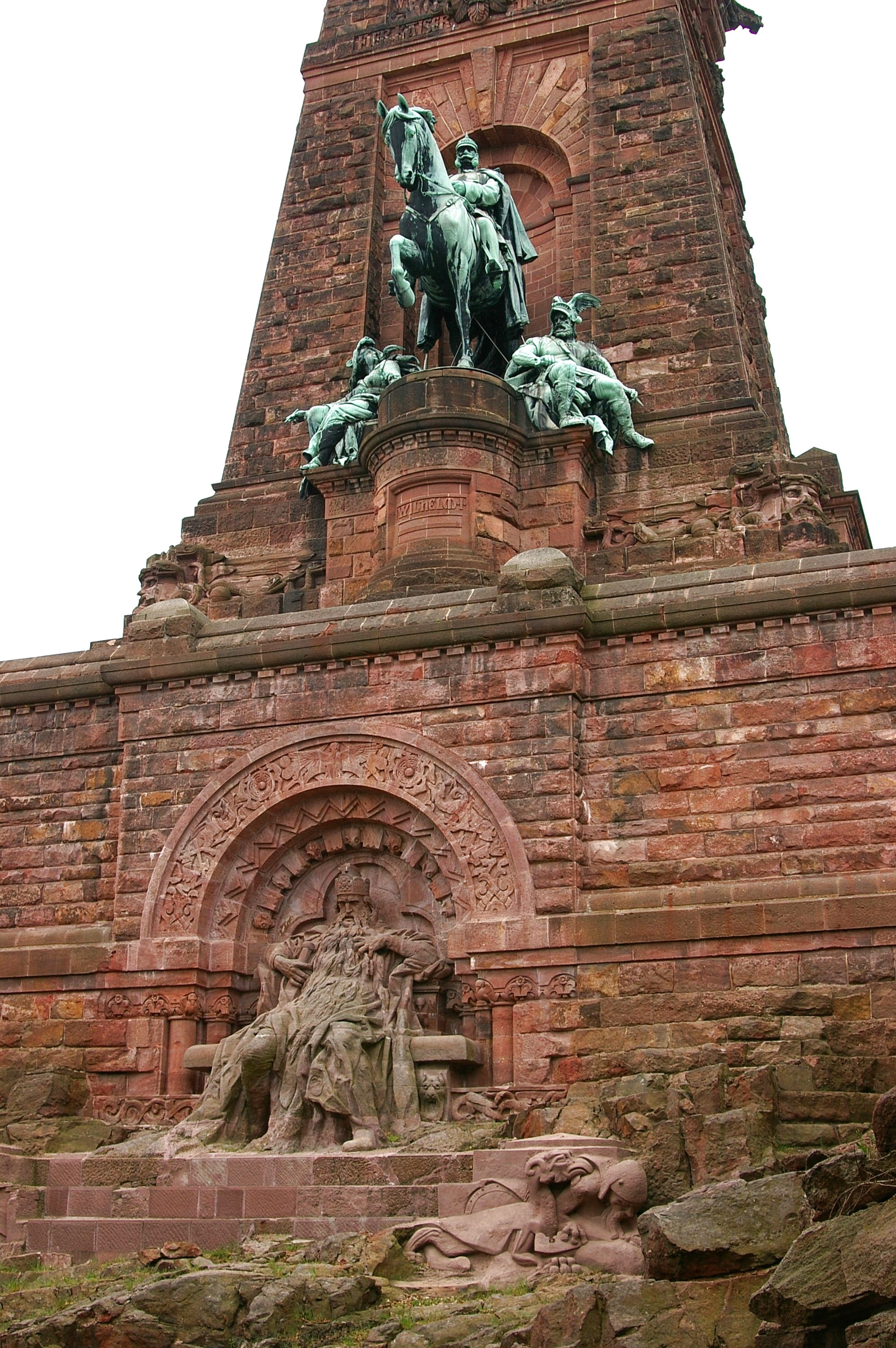
Kyffhäuserdenkmal (1896) mit Wilhelm I. (oben) und Friedrich I. (unten)
Italienische 1-Cent-Münze (2002) mit Castel del Monte
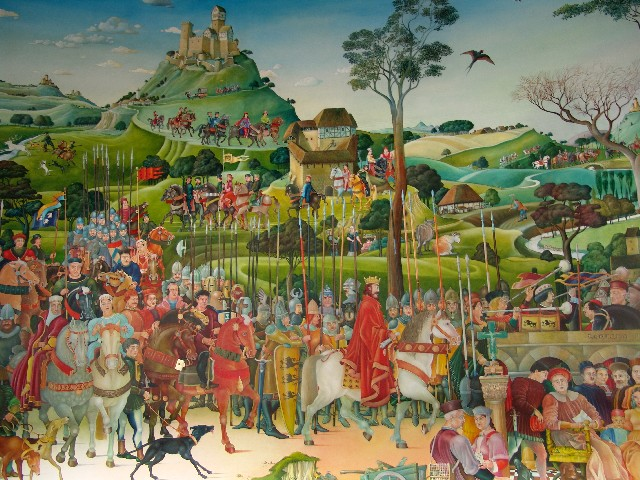
Staufer-Rundbild von Hans Kloss (Ausschnitt, 2002)
Touristisches Hinweisschild von Schwäbisch Gmünd (2012)
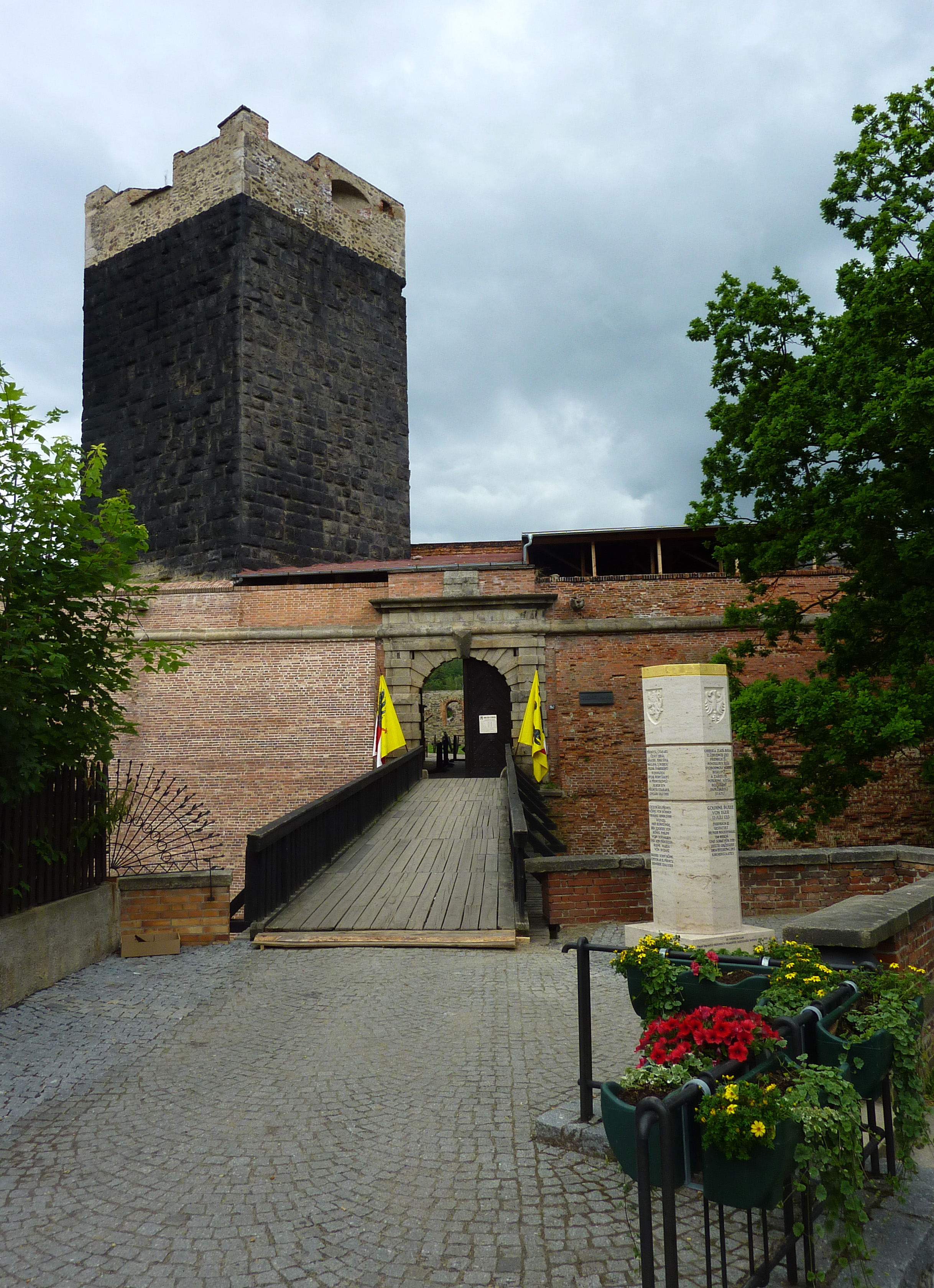
Stauferstele in Cheb, Tschechien (2013)
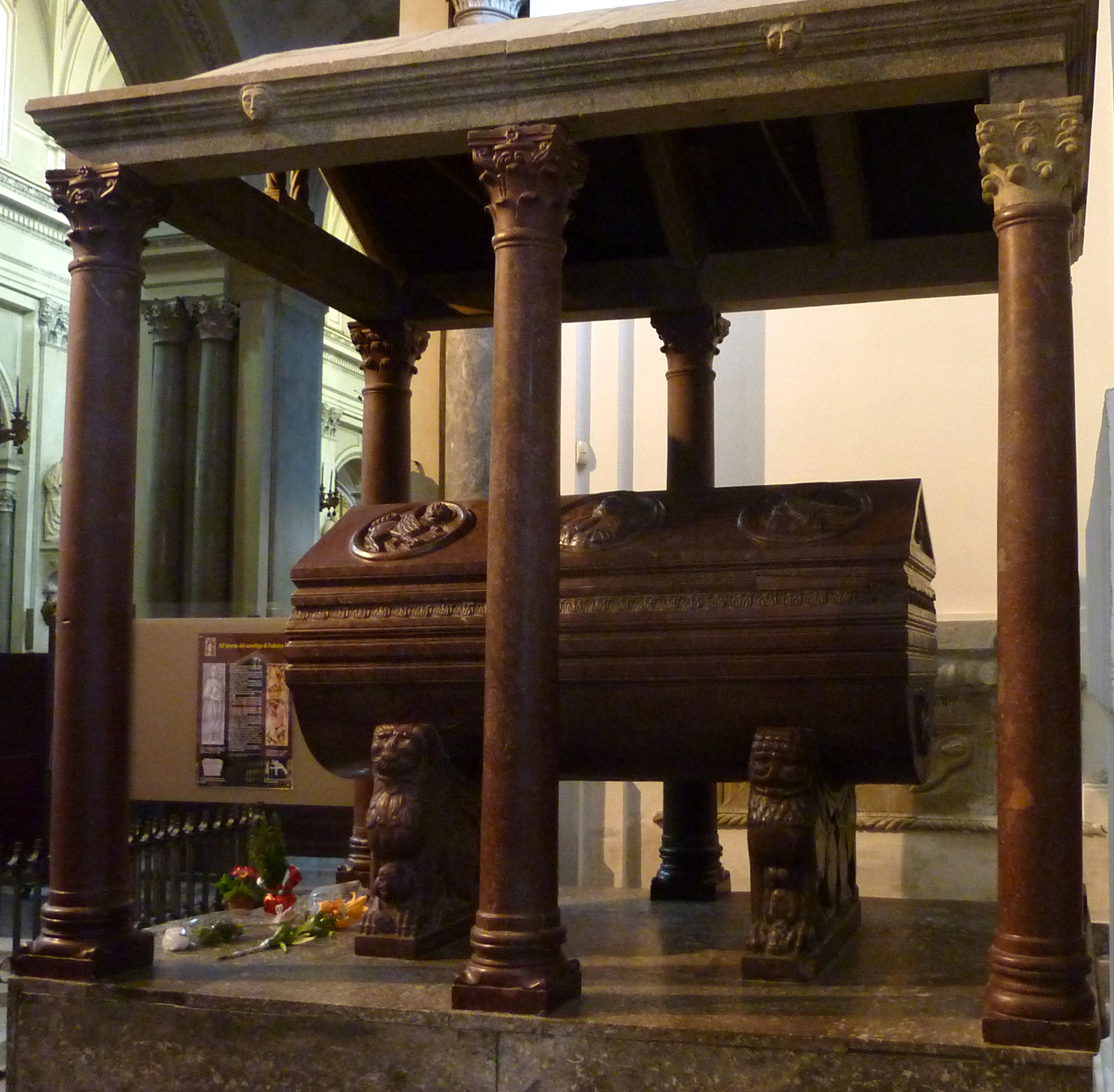
Blumen am Grab von Friedrich II. in der Kathedrale von Palermo (2014)
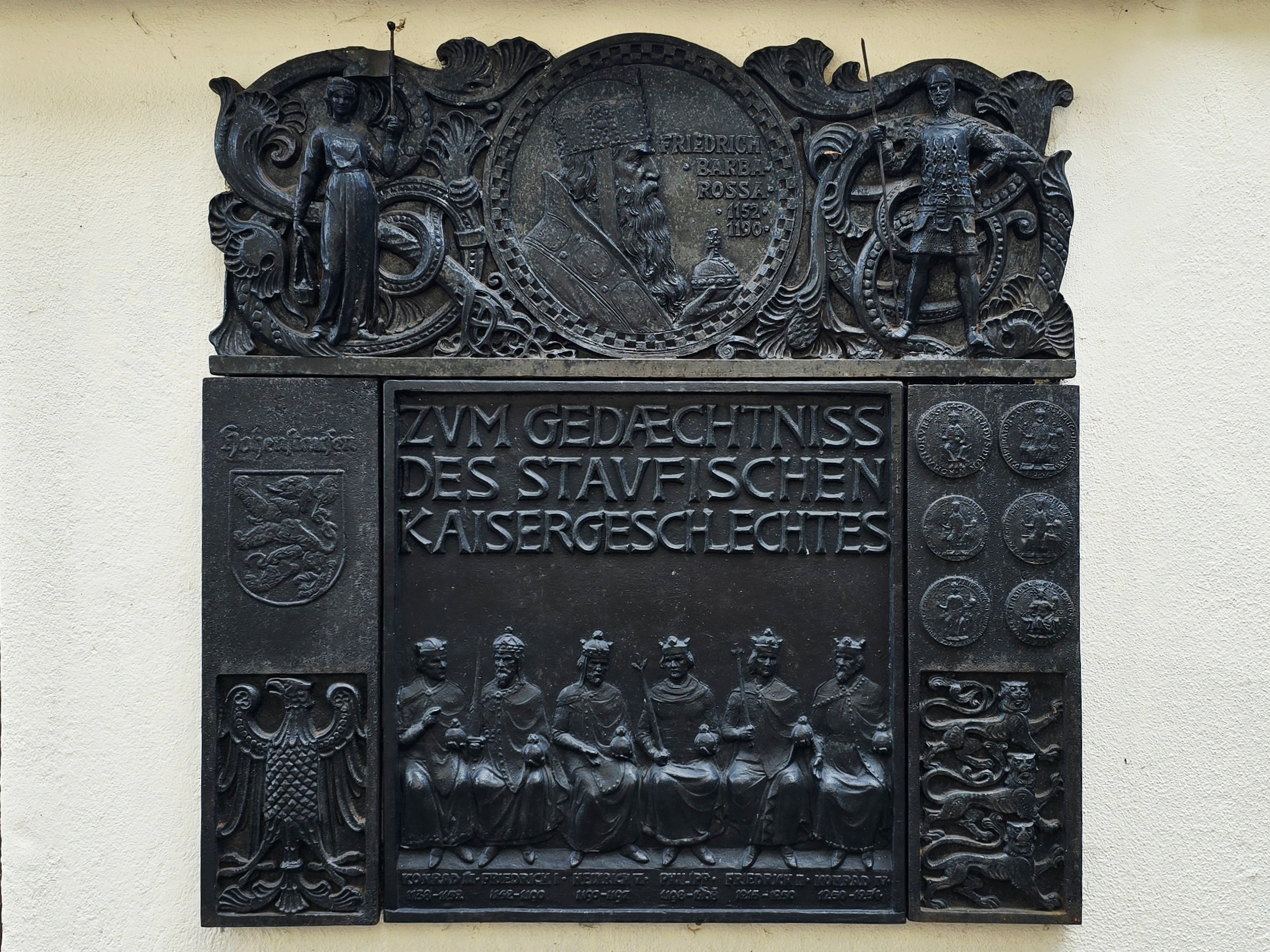
Relief "Zum Gedächtnis des Staufischen Kaisergeschlechtes" an einer Hauswand in Schwäbisch Gmünd

## Wichtige Staufer
- Konrad III., römisch-deutscher König 1138–1152
- Friedrich I. Barbarossa, römisch-deutscher König 1152–1190, Kaiser ab 1155
- Konrad der Staufer, Pfalzgraf bei Rhein 1156–1195
- Heinrich VI., römisch-deutscher König 1169–1197, Kaiser ab 1191, König von Sizilien 1194–1197
- Philipp von Schwaben, römisch-deutscher König 1198–1208
- Friedrich II., König von Sizilien 1198–1250, römisch-deutscher König 1212–1250, Kaiser ab 1220
- Konrad IV., römisch-deutscher König 1237–1254, König von Sizilien 1250–1254
- Manfred, König von Sizilien 1254–1266
- Konstanze (1249–1302), Königin von Sizilien und Aragonien
- Konradin (1252–1268), letzter Staufer in direkter männlicher Linie